# Powiat Hildesheim
Powiat Hildesheim (niem. Landkreis Hildesheim) – powiat w niemieckim kraju związkowym Dolna Saksonia. Siedziba powiatu znajduje się w mieście Hildesheim.

Podział administracyjny powiatu Hildesheim

## Podział administracyjny
Powiat Hildesheim składa się z:
- siedmiu miast
- jedenastu samodzielnych gmin (niem. Einheitsgemeinde)
- jednej gminy zbiorowej (Samtgemeinde)

Miasta:
| Lp. | Nazwa miasta     | Ludność (31.12.2008) | Powierzchnia km² |
| --- | ---------------- | -------------------- | ---------------- |
| 1   | Alfeld (Leine)   | 20.460               | 72,86            |
| 2   | Bad Salzdetfurth | 13.832               | 67,11            |
| 3   | Bockenem         | 10.861               | 109,04           |
| 4   | Elze             | 9.238                | 47,71            |
| 5   | Gronau (Leine)   | 10.954               | 88,13            |
| 6   | Hildesheim       | 103.288              | 92,96            |
| 7   | Sarstedt         | 18.591               | 42,94            |

Gminy samodzielne:
| Lp. | Nazwa gminy    | Ludność (31.12.2008) | Powierzchnia km² |
| --- | -------------- | -------------------- | ---------------- |
| 1   | Algermissen    | 8.067                | 35,62            |
| 2   | Diekholzen     | 6.699                | 30,21            |
| 3   | Freden (Leine) | 4.727                | 53,49            |
| 4   | Giesen         | 9.909                | 33,90            |
| 5   | Harsum         | 12.002               | 49,93            |
| 6   | Holle          | 7.396                | 61,15            |
| 7   | Lamspringe     | 5.626                | 70,46            |
| 8   | Nordstemmen    | 12.708               | 60,17            |
| 9   | Schellerten    | 8.439                | 80,02            |
| 10  | Sibbesse       | 5.900                | 71,93            |
| 11  | Söhlde         | 8.117                | 57,09            |

Gminy zbiorowe:
| Lp. | Nazwa gminy   | Ludność (31.12.2008) | Powierzchnia km² | Liczba gmin |
| --- | ------------- | -------------------- | ---------------- | ----------- |
| 1   | Leinebergland | 18.586               | 169,68           | 3           |